# Катеринівка (Безенчуцький район)
Катеринівка (рос. Екатериновка) — село в Безенчуцькому районі Самарської області Російської Федерації.
Населення становить 1760 осіб. Входить до складу муніципального утворення сільське поселення Катеринівка.

## Історія
Населений пункт розташований у межах українського етнічного та культурного краю Жовтий Клин.
Від 2005 року входило до складу муніципального утворення сільське поселення Катеринівка.

## Населення
| 2010 | 2012  | 2013  | 2014  | 2015  | 2016  |
| ---- | ----- | ----- | ----- | ----- | ----- |
| 1618 | ↘1609 | ↗1631 | ↗1707 | ↗1709 | ↗1760 |